# Julius Raab
Julius Raab (ur. 29 listopada 1891 w St. Pölten, zm. 8 stycznia 1964 w Wiedniu) – konserwatywny polityk austriacki, pełniący funkcję Kanclerza Austrii w latach 1953–1961.

## Życiorys
10 października 1912 został powołany do odbycia jednorocznej ochotniczej służby wojskowej w Batalionie Saperów Nr 2. 1 sierpnia 1914 został zmobilizowany do c. i k. Armii . W latach 1916–1917 jego oddziałem macierzystym był Batalion Saperów Nr 2, a później Batalion Saperów Nr 4. W czasie służby w c. i k. Armii awansował na kolejne stopnie w korpusie oficerów rezerwy piechoty ze starszeństem: podporucznika (1 maja 1915) i porucznika (1 maja 1917).
W 1959 odznaczony Europejską Nagrodą Karola Ziomkostwa Sudeckoniemieckiego.
Zmarł 8 stycznia 1964 w Wiedniu . Pochowany na Cmentarzu Centralnym w Wiedniu.

## Ordery i odznaczenia
W czasie I wojny światowej został odznaczony:
- Srebrny Medal Waleczności 1 klasy dla oficerów,
- Krzyż Zasługi Wojskowej 3 klasy z dekoracją wojenną i mieczami,
- Signum Laudis Srebrny Medal Zasługi Wojskowej z mieczami na wstążce Krzyża Zasługi Wojskowej dwukrotnie,
- Signum Laudis Brązowy Medal Zasługi Wojskowej z mieczami na wstążce Krzyża Zasługi Wojskowej,
- Srebrny Medal Waleczności 1 klasy,
- Krzyż Wojskowy Karola[5].